# Lazare Wogue
Lazare Wogue dit le grand rabbin Éléazar, né le 22 juillet 1817 à Fontainebleau et mort le 14 avril 1897 en son domicile dans le 9e arrondissement de Paris, est une figure importante du judaïsme français du XIXe siècle. Fin pédagogue, il enseigna l'hébreu à l'École rabbinique de Paris (Séminaire israélite de France), où il eut pour élèves, entre autres, le philologue Mayer Lambert et le futur grand-rabbin de France Zadoc Kahn. Ce dernier en parlant du rabbin Wogue disait avec affection « Mon cher Maître ».
Lazare Wogue est l'auteur de nombreux ouvrages dont une traduction du Pentateuque publiée de 1860 à 1869. Il traduisit sous le titre La Bible, le Talmud et l'Évangile, le Kôl Kôré du rabbin Elie Soloweyczyk (en). Il assura aussi la rédaction en chef de L'Univers israélite entre 1879 et 1895, poste auquel lui succéda le futur grand-rabbin de France, Israël Lévi.